# NGC 4680
NGC 4680 (другие обозначения — MCG -2-33-7, IRAS12443-1121, PGC 43118) — галактика в созвездии Дева.
Этот объект входит в число перечисленных в оригинальной редакции «Нового общего каталога».
В галактике вспыхнула сверхновая SN 1997bp типа Ia, её пиковая видимая звездная величина составила 13,8.